# مووو!
«مووو!» (به انگلیسی: MOOO!) ترانه‌ای از رپر و خواننده آمریکایی دوجا کت می‌باشد که در ابتدا به‌صورت ناشر–مؤلف به‌عنوان موزیک ویدئو در ۱۰ اوت ۲۰۱۸ منتشر گردید و تبدیل به یک میم اینترنتی ویروسی شد و بیش از ۵۷۸ میلیون بازدید کسب کرد. این ترانه بعدها به‌عنوان تک‌آهنگ اصلی نسخهٔ دیلاکس (و در کل سومین تک‌آهنگ منتشر شده) از اولین آلبوم استودیویی وی به‌نام امالا منتشر گردید. موفقیت ویروسی ترانه به‌عنوان یکی از عوامل اصلی شهرت اینترنتی دوجا کت شناخته شده و نقش مهمی در «شکل‌دهی سبک و مسیر حرفه‌ای» او ایفا کرده است، اگرچه خود دوجا کت آن را به‌عنوان یک اثر «بی‌ارزش» و «شوخی» می‌داند.